# ميل ميتشيل
ميل ميتشيل (بالإنجليزية: Mel Mitchell)‏ هو لاعب كرة قدم أمريكية أمريكي، ولد في 10 فبراير 1979 في روكليدج في الولايات المتحدة.

## وصلات خارجية
- ميل ميتشيل على موقع مرجع كرة القدم المحترفة.كوم (الإنجليزية)